# Syndicat central des coopératives agricoles

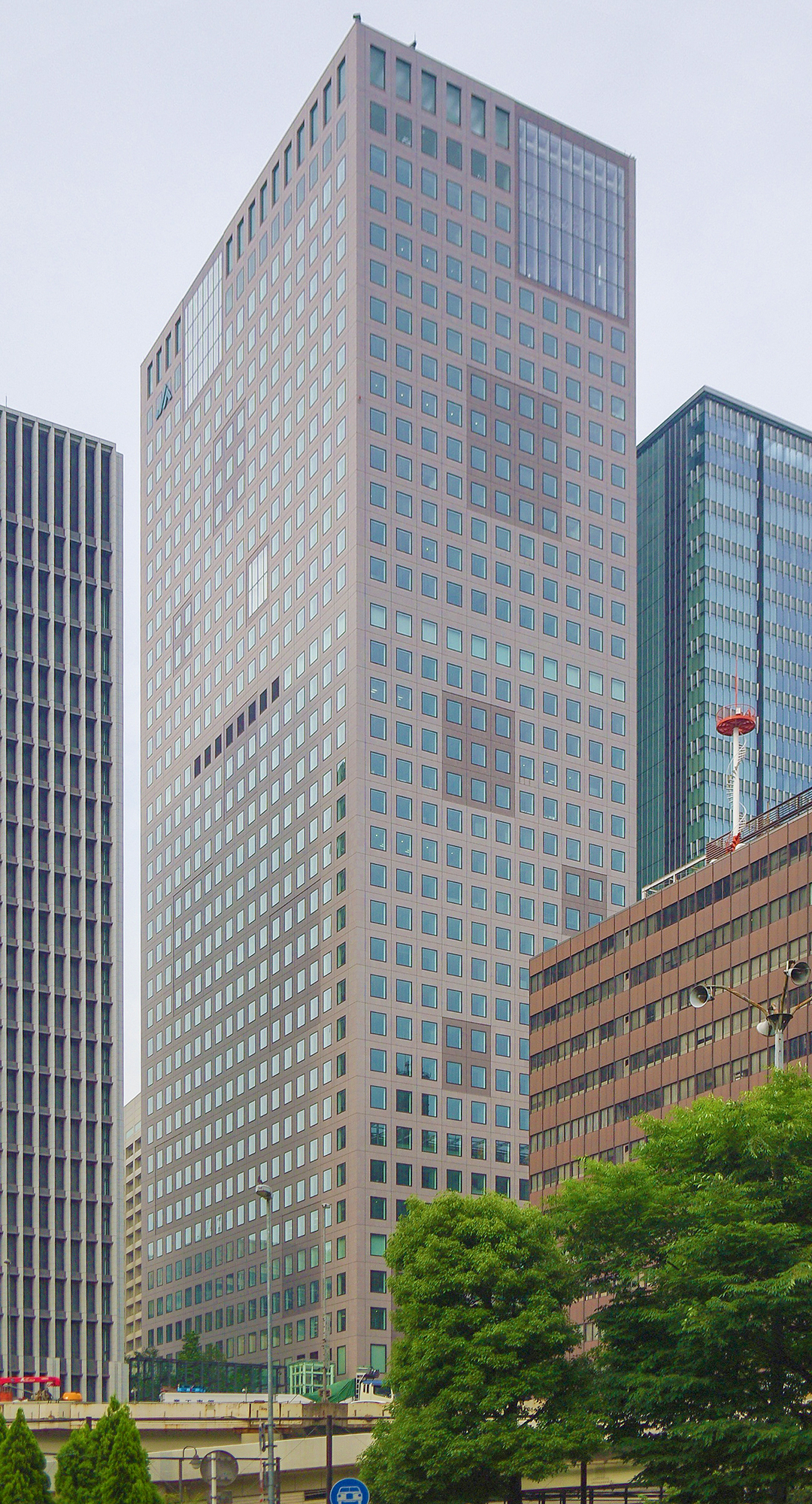
Siège du syndicat, Tokyo.

Le syndicat central des coopératives agricoles (全国農業協同組合中央会, Zenkoku nōgyō kyōdō kumiai chūōkai), souvent abrégé JA-Zenchū (JA全中, Jei ei zenchū), est un syndicat agricole japonais créé en 1954.
Il est une des branches du regroupement des coopératives agricoles japonaises (農業協同組合, nōgyō kyōdō kumiai), souvent abrégé Nōkyō (農協), JA Group (JAグループ, Jei ei gurūpu) ou simplement JA.